# Áris
Áris är en ort i Grekland.   Den ligger i prefekturen Messenien och regionen Peloponnesos, i den södra delen av landet, 180 km sydväst om huvudstaden Aten. Áris ligger 14 meter över havet och antalet invånare är 1 036.
Terrängen runt Áris är varierad. Runt Áris är det ganska tätbefolkat, med 185 invånare per kvadratkilometer. Närmaste större samhälle är Kalamata, 12,0 km sydost om Áris. == Kommentarer ==
1. ↑  Framräknat ur variansen i alla höjduppgifter (DEM 3") från Viewfinder Panoramas, inom 10 km radie.[2] Mer om algoritmen finns här: Användare:Lsjbot/Algoritmer.